# Pałac w Miłkowie
Pałac w Miłkowie (niem. Schloss Arnsdorf) – zabytkowy pałac w Miłkowie w województwie dolnośląskim.

## Historia
Pierwotny barokowy pałac został wzniesiony przez Carla Heinricha von Zierotina w roku 1667. Po pożarze w roku 1768, obiekt odbudował ówczesny właściciel, hrabia Johann Nepomucen Lodron-Laterano. To jemu należy przypisać klasycystyczny wystrój elewacji oraz powstanie otaczającego go parku. Kolejne zmiany wprowadzili w XIX wieku ówcześni właściciele – rodzina Matuschków. Przebudowa objęła układ i wystrój wnętrz.
Ostatnimi właścicielami przed 1945 była rodzina von Schmettau. W ich posiadaniu pałac przetrwał do II wojny światowej. Po jej zakończeniu urządzono w nim dom wypoczynkowy oraz dom opieki, a w rozległych budynkach folwarcznych PGR. Od 1996 pałac jest własnością prywatną i służy jako hotel i restauracja.

## Opis obiektu
Piętrowy pałac wybudowany na rzucie podkowy, kryty dachem mansardowym. Po bokach korpusu znajdują się dwa skrzydła wysunięte ku przodowi w formie alkierzy. Wejście główne umieszczone centralnie w portalu kolumnowym sięgającym pierwszego piętra, zwieńczonym architrawem i frontonem, w którym umieszczono kartusz herbowy hrabiów Matuschka-Toppoltzan. Z elewacji północnej, znajdującej się od strony ogrodu, występuje prostokątny ryzalit. Układ przestrzenny wnętrza nie uległ zmianom. Hol, główna klatka schodowa oraz wielka sala w skrzydle zachodnim zachowały historyzujący XIX-wieczny wystrój.

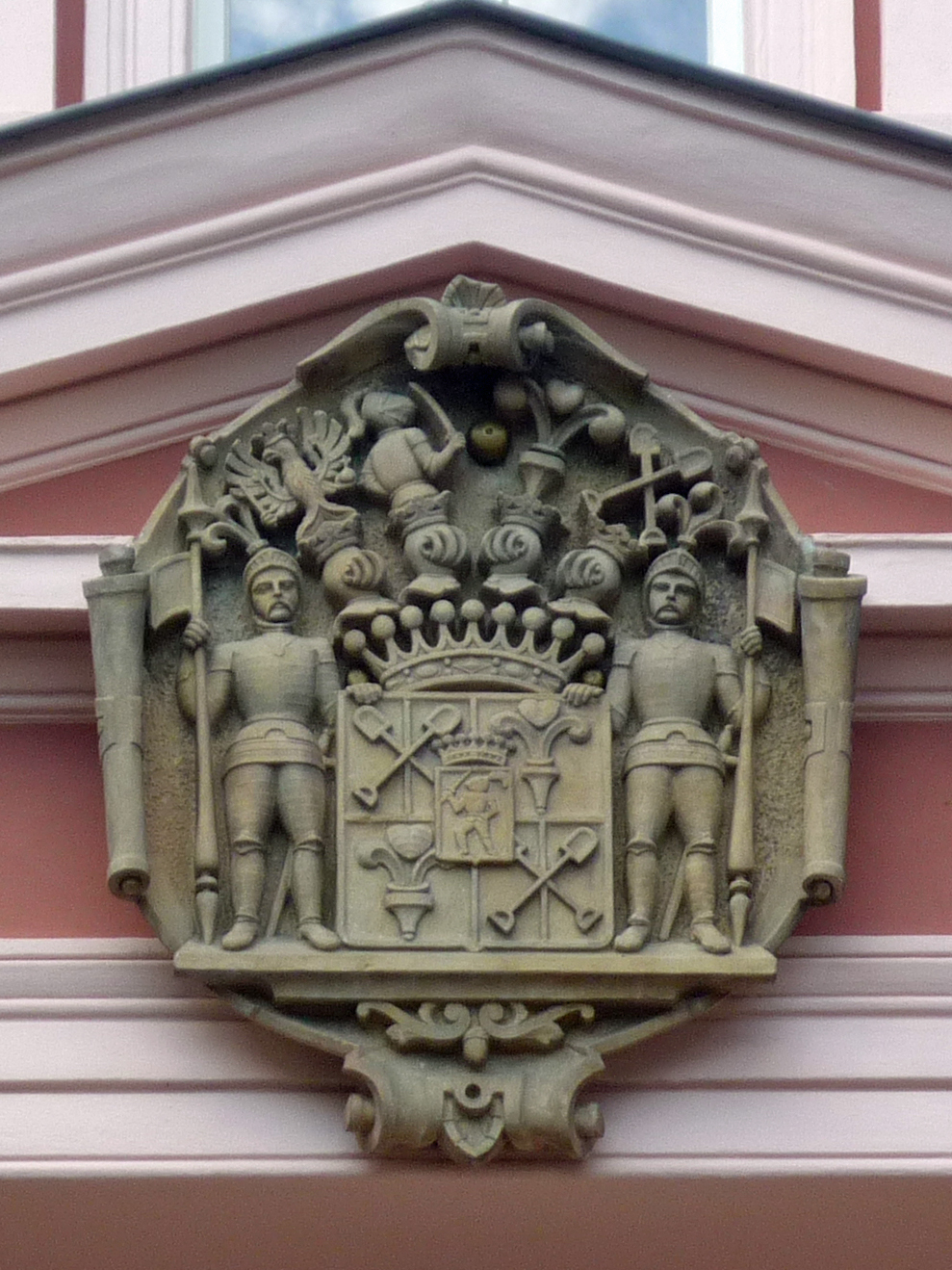
Kartusz z herbem Matuschka
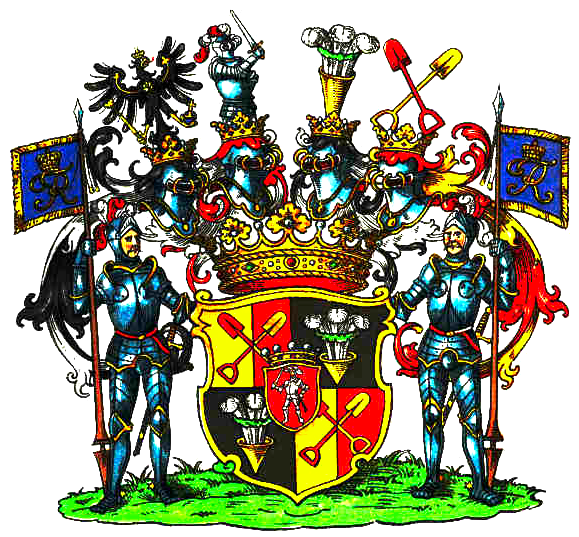
Herb Matuschka